# Клисура
Клису́ра (болг. Клисура) — місто в Пловдивській області Болгарії. Входить до складу общини Карлово.

## Населення
За даними перепису населення 2011 року у місті проживали 1109 осіб, з них 1045 осіб (99,8 %) — болгари.
Розподіл населення за віком у 2011 році:
Динаміка населення: